# Ligne Kishu Railway
La ligne Kishu Railway (紀州鉄道線, Kishū Tetsudō-sen) est une ligne ferroviaire exploitée par la compagnie privée Kishu Railway à Gobō dans la préfecture de Wakayama au Japon. Elle relie la gare de Gobō à celle de Nishi-Gobō.

## Histoire
La ligne est ouverte la 15 juin 1931.

## Caractéristiques

### Ligne
- Longueur : 2,7 km
- Ecartement : 1 067 mm
- Nombre de voies : Voie unique

### Liste des gares
La ligne comporte 5 gares.
| Gare           | Nom japonais | Distance (km) | Correspondances | Localisation |
| -------------- | ------------ | ------------- | --------------- | ------------ |
| Gobō           | 御坊         | 0             | JR West : Kisei | Gobō         |
| Gakumon        | 学門         | 1,5           |                 | Gobō         |
| Kii-Gobō       | 紀伊御坊     | 1,8           |                 | Gobō         |
| Shiyakusho-mae | 市役所前     | 2,4           |                 | Gobō         |
| Nishi-Gobō     | 西御坊       | 2,8           |                 | Gobō         |